# Józef Tadeusz Kierski
Józef Tadeusz Kierski z Kiekrza herbu Jastrzębiec (ur. kwiecień 1706 w Brisconisten – zm. 16 stycznia 1783 w Brzozowie) – biskup przemyski w latach (1768–1783), kanonik poznański i łęczycki, sekretarz wielki koronny 1759–1763, sufragan poznański 1736–1768, konfederat barski. W 1760 odznaczony Orderem Orła Białego.
Siostrzeniec biskupa Stanisława Józefa Hozjusza.
19 lipca 1778 poświęcił klasztor i kościół Franciszkanów w Przemyślu.
Został pochowany w podziemiach katedry przemyskiej.
Wykonane z czarnego marmuru epitafium Józefa Tadeusza Kierskiego zostało umieszczone w kościele Przemienienia Pańskiego w Brzozowie.

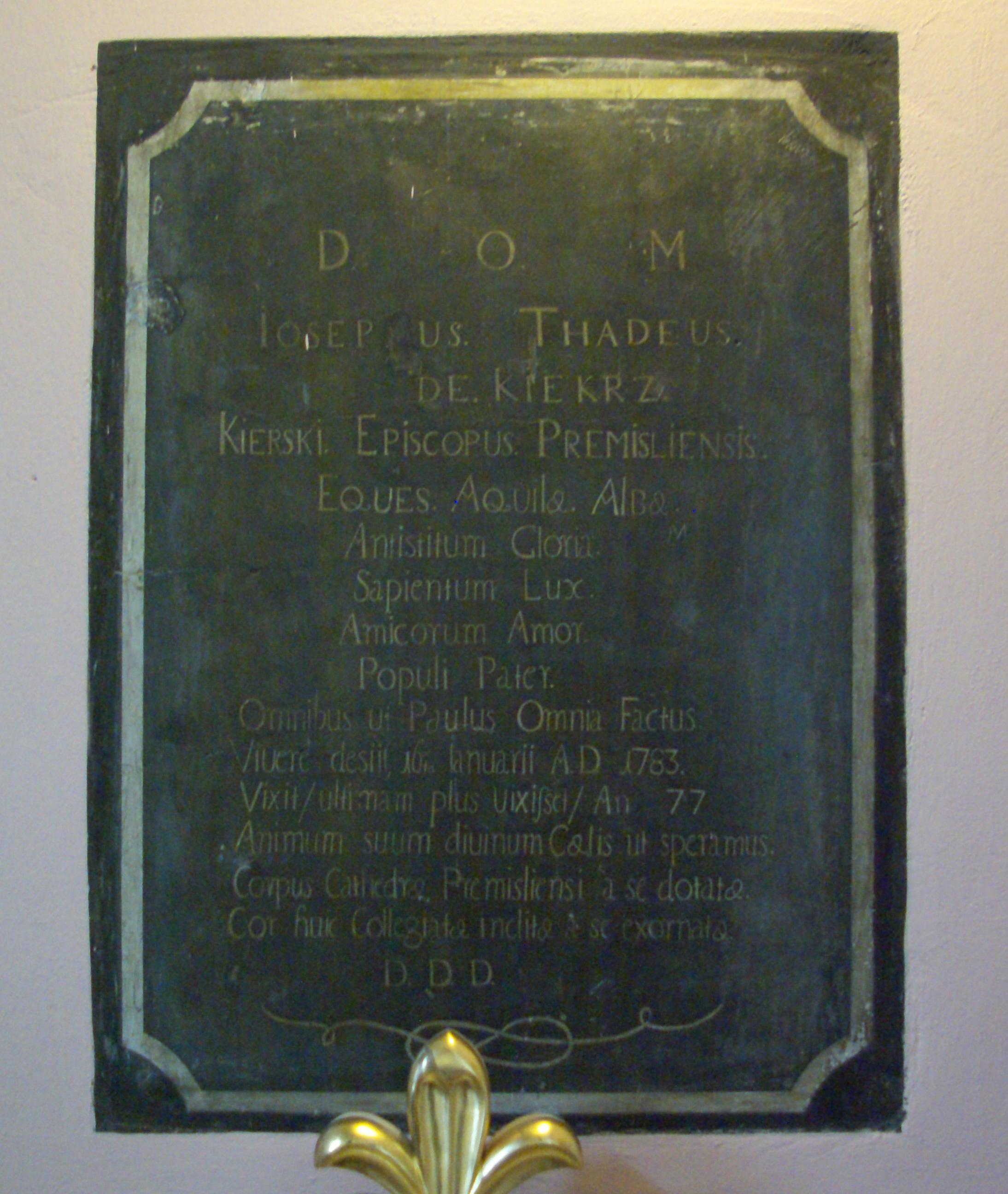
Epitafium w Brzozowie

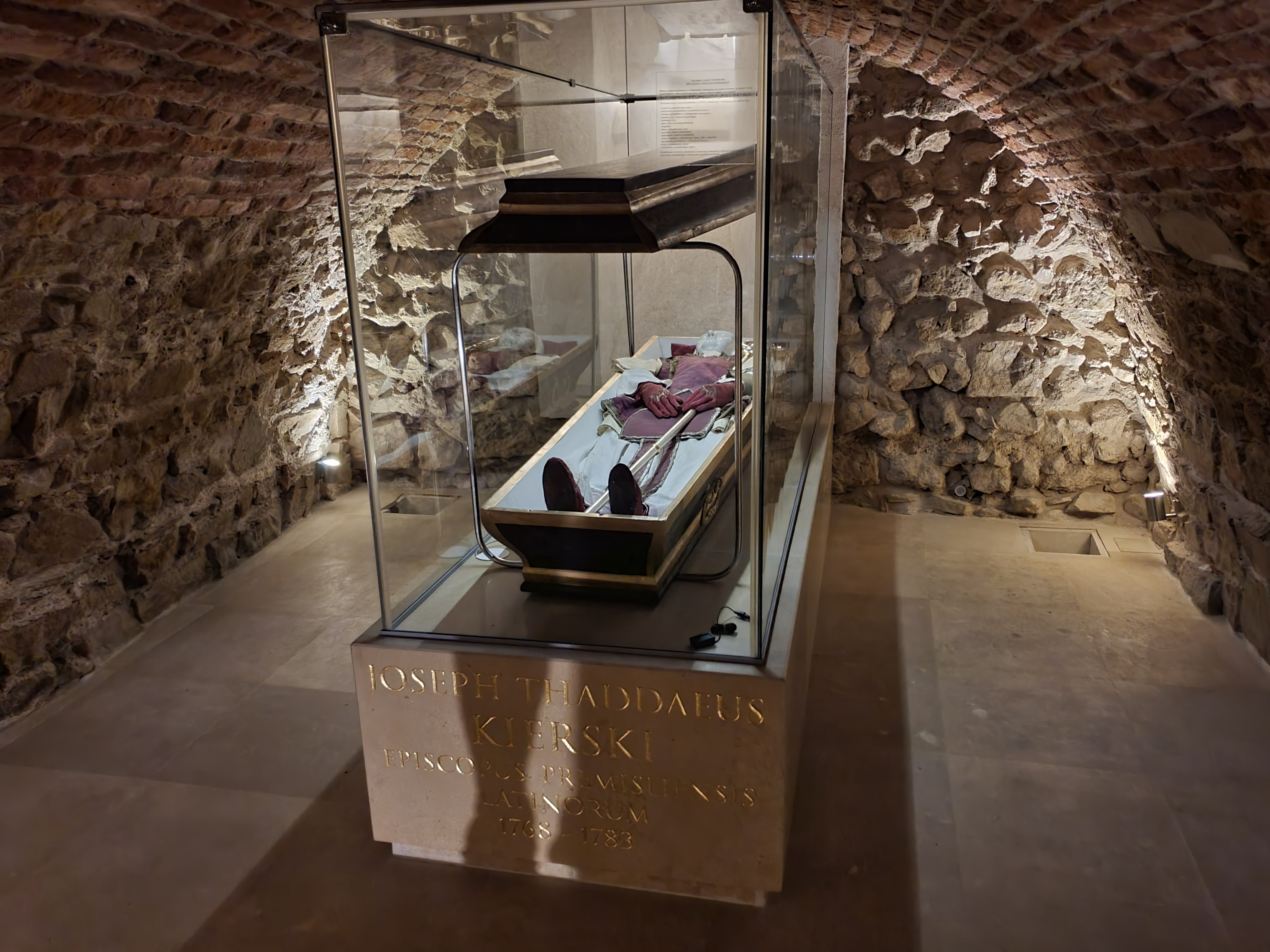
Trumna Józefa Tadeusza Kierskiego w podziemiach katedry przemyskiej